# Cofradía de Nuestro Señor en la Columna (Úbeda)
Nuestro Señor en la Columna y María Santísima de la Caridad es una cofradía de la Semana Santa de la ciudad de Úbeda (provincia de Jaén, en España). Fue fundada en el año 1925, en la parroquia de San Isidoro, la cual continúa siendo su sede actual. 

Realiza su estación de penitencia la tarde del Jueves Santo, procesionando dos pasos. El primero representa el pasaje del Nuevo Testamento en el que Cristo es atado a una columna para ser azotado por orden de Poncio Pilatos. El segundo corresponde a una imagen de María Santísima de la Caridad. Ambos conjuntos escultóricos son obra del escultor e imaginero malagueño Francisco Palma Burgos. Los nazarenos visten traje compuesto de túnica de paño negro con bocamangas de raso color cardenal, cíngulo de cordón trenzado negro y cardenal, capa de raso de color cardenal y capirucho de raso negro.